# Osadnictwo w Australii
Australia została zasiedlona przez ludność europejską, głównie pochodzenia brytyjskiego. Nieliczna rdzenna ludność tego obszaru (Aborygeni) została wytępiona lub zepchnięta na tereny pustynne i do dziś odgrywa w społeczeństwie australijskim marginalną rolę.

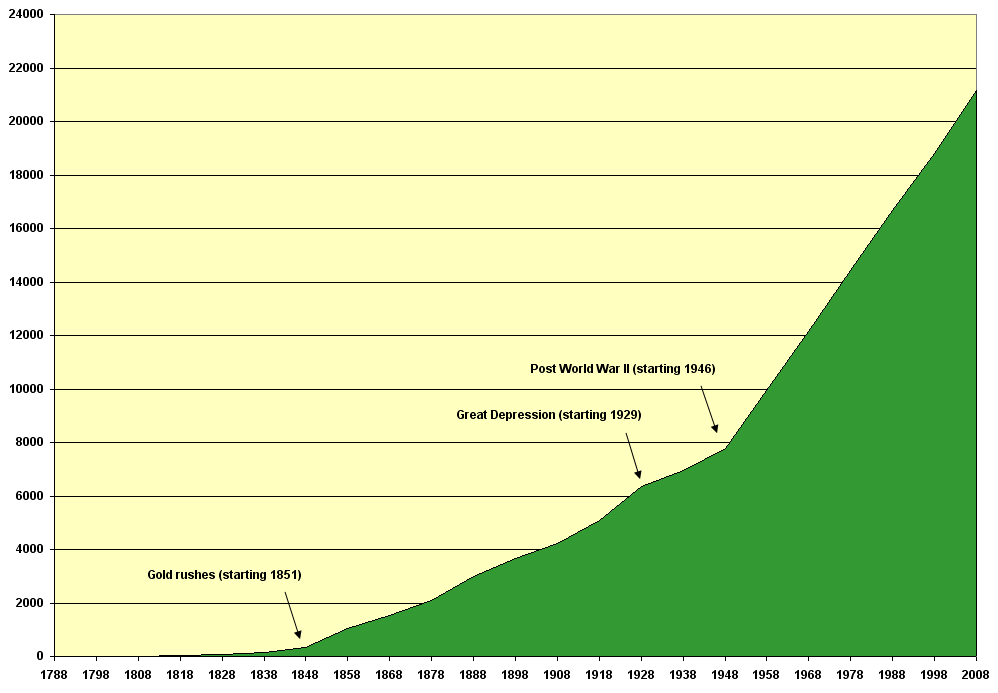
Wzrost liczby mieszkańców Australii w latach 1788–2008

Początki zasiedlenia kontynentu przez ludność białą datuje się na rok 1788, kiedy to rząd brytyjski zaczął wykorzystywać Australię jako miejsce zsyłki skazańców. Pierwszą założoną osadą na terenie Nowej Południowej Walii, jak nazwał James Cook odkryty przez siebie nowy kontynent, był Port Jackson (późniejsze Sydney).
Liczba ludności Australii w pierwszych 35 latach osadnictwa:
- 1788 – 1035 osób
- 1795 – 3466 osób (3,3-krotny wzrost w stosunku do poprzedniego stanu)
- 1800 – 5217 osób (wzrost +50,6%)
- 1805 – 7707 osób (wzrost +47,7%)
- 1810 – 11 566 osób (wzrost +50,1%)
- 1815 – 15 063 osoby (wzrost +29,2%)
- 1820 – 33 543 osoby (2,2-krotny wzrost)
- 1824 – 48 072 osoby (wzrost +43,3%)

Imigracja wolnych ludzi rozpoczęła się dopiero po roku 1830. Jednocześnie do 1858 roku przewieziono do Australii ponad 160 tys. więźniów. Znaczny napływ przesiedleńców miał miejsce od lat 50. XIX w., kiedy to na kontynencie australijskim odkryto złoto, załamanie natomiast nastąpiło na przełomie XIX i XX w. w wyniku katastrofalnej suszy. To głównie „gorączka złota” sprawiła, iż ludność kraju od roku 1851 zwiększyła się z 437 655 osób, do 1 151 947 osób w roku 1861, do 3 765 339 osób w roku 1900 i do 4 119 481 w roku 1906.
Stosowana przez władze polityka „Białej Australii” (White Australia) ograniczyła imigrację do ludności europejskiej, w praktyce Brytyjczycy stanowili do II wojny światowej 90% imigrantów. Polityka państwa zmieniła się w roku 1973 i od tego czasu nasiliła się imigracja ludności azjatyckiej głównie z Singapuru, Malezji, Hongkongu i Tajwanu.
Wysoki przyrost naturalny i dodatnie saldo migracji zdecydowały o niebywałej dynamice demograficznej. Od czasu powstania Związku Australijskiego (1901) do roku 2008 zaludnienie Australii wzrosło z 3,8 mln do 20,6 mln osób, czyli ponad 5-krotnie.

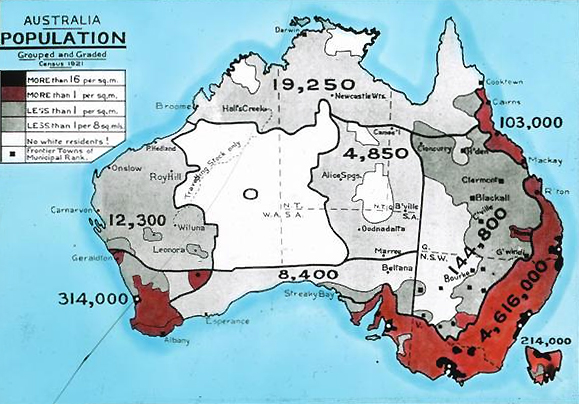
Rozmieszczenie ludności Australii podczas spisu powszechnego w roku 1921

Pomimo tego dynamicznego przyrostu Australia pozostaje nadal najsłabiej zaludnionym kontynentem na świecie, ze średnią gęstością zaludnienia wynoszącą zaledwie 2,7 os/km². Rozmieszczenie ludności jest jednak bardzo nierównomierne, uwarunkowane w znacznej mierze zróżnicowaniem środowiska geograficznego. Zachodnia i centralna część kraju (2/3 powierzchni) cierpi na ciągły deficyt wody. Część terenów Australii, jak na przykład Wielka Pustynia Piaszczysta czy Pustynia Gibsona, jest w ogóle nie zamieszkana – ze względu na niesprzyjający osiedlaniu się ludności klimat. Słabo zaludniona jest także strefa brzegowa na północy, gdzie gorący i wilgotny klimat zniechęcał imigrantów europejskich do osiedlania. Ludność skupia się głównie w części wschodniej, południowo-wschodniej i południowo-zachodniej na terenach o korzystnych warunkach klimatycznych, wodnych i glebowych (żyzny pas lądu umożliwiający łatwą uprawę roli oraz różnych roślin użytkowych). Północna oraz zachodnia część kontynentu jest zamieszkana praktycznie wyłącznie przez rdzennych mieszkańców -Aborygenów. Natomiast Anglo-Australijczycy, potomkowie przybyłych na wyspę pod koniec XVIII wieku Anglików, zamieszkują wschód oraz pas ziemi znajdujący się na południu.

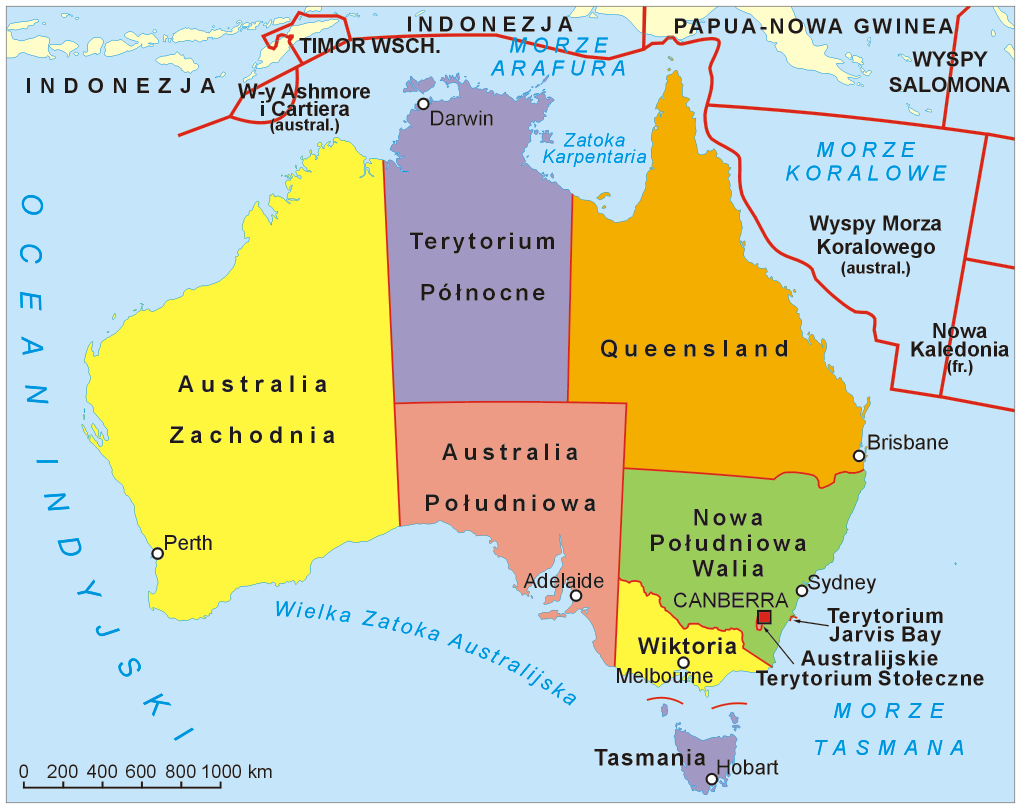
Podział administracyjny Australii

Australia podzielona jest na 6 stanów, 3 terytoria federalne i 61 prowincji, spośród których najbardziej zaludnione to Australian Capital Territory (Australijskie Terytorium Stołeczne, gdzie gęstość zaludnienia wynosi 137 osób/km²), oraz Victoria (Wiktoria, gdzie gęstość zaludnienia wynosi 22 osoby/km²). W najgęściej zaludnionych okręgach przypada średnio od 10 do 50 osób/km² (dla porównania w Canberze – 422 osoby/1 km²), a w okręgach pustynnych środkowej, zachodniej i północnej Australii 1 mieszkaniec przypada na 100 km².
O koncentracji ludności świadczy najlepiej fakt, że dwa stany – Nowa Południowa Walia i Wiktoria – zajmujące 13,6% obszaru kraju skupiają 56,6% ogółu ludności. Cechą charakterystyczną układu zaludnienia Australii jest również niespotykana koncentracja ludności w miastach (85% ogółu mieszkańców), zwłaszcza w pięciu wielkich aglomeracjach miejskich: Sydney, Melbourne, Brisbane, Perth i Adelaide (58,5% ludności).
Wysoka wciąż imigracja ma swoje odzwierciedlenie w fakcie, iż co czwarty jej mieszkaniec urodził się poza granicami Australii. W 2006 roku najwięcej takich osób pochodziło z Wielkiej Brytanii (1 153 264 osoby), Nowej Zelandii (476 719), Chin (279 447), Włoch (220 469) i Wietnamu (180 352). Polacy zajmowali pod tym względem 18. miejsce (59 221 osób), a największa ich grupa osiedliła się tam w okresie stanu wojennego.
Ogólna liczba Polaków zamieszkujących Australię szacowana jest na 150 tys. osób.

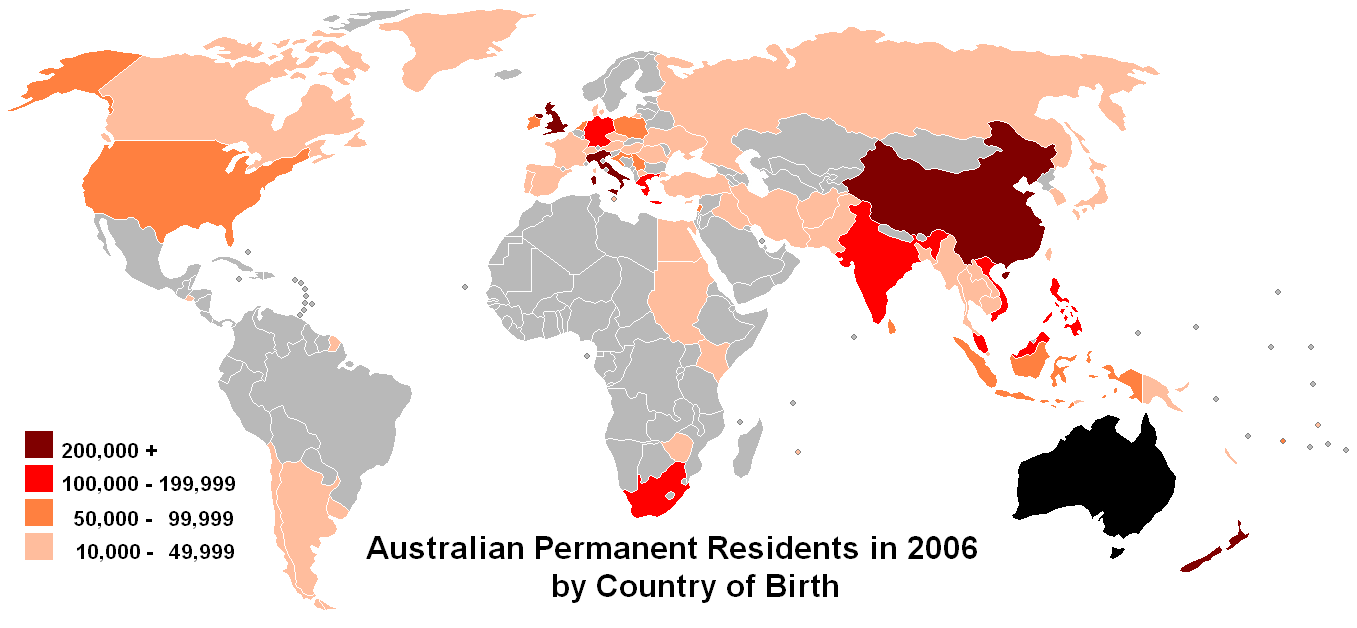
Mieszkańcy Australii według kraju urodzenia

Charakter osadnictwa australijskiego jest ściśle zdeterminowany przez środowisko naturalne. Jałowe i suche wnętrze o niesprzyjających warunkach do życia odstraszało europejskich osadników. Do dziś istnieją tutaj tylko odosobnione osady górnicze, niewielkie miasteczka obsługujące tereny rolnicze, osiedla powstałe przy skrzyżowaniu szlaków komunikacyjnych i farmy oddzielone ogromnymi przestrzeniami (nierzadko osiągające nawet 1 mln hektarów powierzchni). Osadnictwo związane z rolnictwem rozwinęło się przede wszystkim we wschodniej części kontynentu, w dorzeczu rzek Murray i Darling. Znaczną część australijskiego interioru (buszu) stanowi jednak niezamieszkane i puste terytorium, gdzie sąsiedzi oddaleni są o kilkaset kilometrów, a odległość do najbliższego miasteczka może przekraczać nawet 1000 km.
Osadnictwo europejskie skupiało się więc na obszarach korzystnych pod względem warunków naturalnych, w wilgotnej strefie wybrzeży, o chłodniejszym klimacie. Mając do wyboru nieprzyjazny busz lub wygodniejsze i bezpieczniejsze życie na terenach miejskich, przybysze z Europy koncentrowali się głównie w miastach. W wyniku tego Australia należy do najbardziej zurbanizowanych krajów świata.